# .22 Long Rifle
.22 Long Rifle ou simplesmente .22 LR (5,6×15mmR) é a designação de uma família cartuchos de fogo circular no diâmetro .22, lançado em 1884 e padronizado em 1887, ele descende do .22 Long (1871), que por sua vez descende do .22 Short (1857)
Em termos de unidades vendidas, o .22 LR continua sendo de longe a munição mais popular até hoje no mundo. Ele é usado em uma ampla gama de carabinas, pistolas, revólveres, espingardas, e até submetralhadoras.

## História
Foi introduzido pela Union Metallic Cartridge Company, em 1884, nos Estados Unidos. Baseado no .22 BB Cap, de 1845, e no .22 Short, de 1857. É resultado da combinação do estojo do .22 Long, com um projétil de 45 grains, proporcionando um alcance mais longo, maior velocidade de saída e desempenho melhorado em relação aos seus semelhantes, tornando obsoletos os cartuchos .22 Long e .22 Extra Long. Utiliza-se de um projétil que possui o mesmo diâmetro de seu estojo, facilitando o uso em diversas plataformas.

## Popularidade
O cartucho .22 LR é popular entre atiradores iniciantes e especialistas. O recuo mínimo e o ruído relativamente baixo fazem dele um cartucho ideal para tiro recreativo, caça de pequenos animais e controle de pragas. As carabinas em .22 Long Rifle são frequentemente utilizadas nos Escoteiros nos Estados Unidos.
No Brasil, foi, de 2003 até 2019,  o único calibre de alma raiada em armas longas permitido para a compra do público geral, sendo muito utilizado em fazendas e no tiro esportivo.
O baixo recuo do .22 LR o torna ideal para cursos introdutórios de armas de fogo. Atiradores iniciantes podem se surpreender ou assustar-se com o barulho e o recuo de cartuchos mais potentes. Iniciantes atirando armas além do seu nível de conforto frequentemente desenvolvem o hábito de recuar na tentativa de combater o recuo antecipado. O hábito resultante impede a postura correta e o acompanhamento na fase mais crítica do tiro e é difícil de corrigir. Com o alto recuo eliminado, outros erros na técnica de pontaria são mais fáceis de identificar e corrigir.
Estão disponíveis para este calibre receptores superiores da plataforma AR e conjuntos de ferrolhos para pistolas M1911, por exemplo. Muitos fabricantes de armas têm um kit de conversão de partes da arma para disparar munições de 22 LR. Essas conversões permitem que os atiradores pratiquem de forma barata, mantendo as características de manuseio de suas armas de fogo escolhidas . Além disso, os kits de conversão de cartuchos .22 LR permitem a prática em áreas internas que proíbem armas de fogo de maior energia.
Uma grande variedade de munições de .22 LR está disponível comercialmente, e a munição disponível varia muito em preço e desempenho. Os pesos dos projéteis entre as munições disponíveis no mercado variam de 20 a 60 grains (1,3 a 3,9 g) e as velocidades variam de 575 a 1.750 pés / s (175 a 533 m / s).  O 22 LR é a munição de cartucho mais barata disponível na maioria dos mercados. O baixo custo da munição tem um efeito substancial sobre a popularidade do .22 LR. Por esse motivo, os cartuchos são comumente usados para a prática de tiro ao alvo.
A produção anual é estimada em 2 a 2,5 bilhões de cartuchos O NSSF estima que uma grande porcentagem da produção americana de 10 bilhões de cartuchos é composta de .22LR. Apesar dos altos índices de produção, ocasionalmente houve escassez de cartuchos nos contíguos Estados Unidos, principalmente durante a escassez de munições nos EUA no final dos anos 2000 e início de 2010.

## Performance

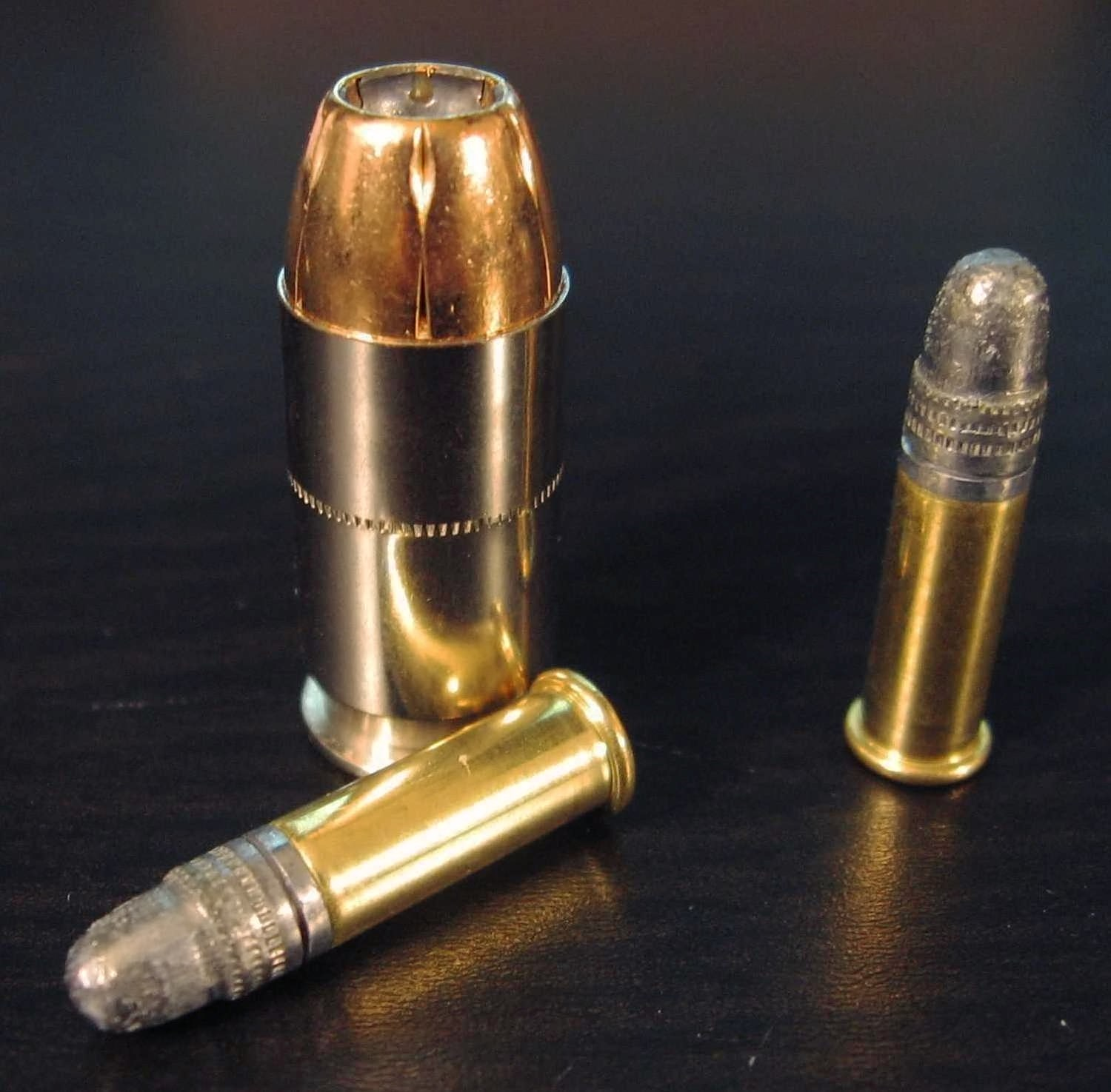
Dois cartuchos .22 LR comparados a um .45 ACP.

O .22 LR é eficaz a 150 jardas (140 m), embora os alcances práticos tendam a ser menores (cerca de 90 jardas ou 82 metros). Depois de 150 jardas, a balística desse cartucho é tal que será difícil compensar a grande "queda". O alcance efetivo relativamente curto, poucas falhas e o leve recuo tornaram-no um dos favoritos para uso como cartucho de tiro ao alvo. A precisão do cartucho é boa, mas não excepcional; vários cartuchos são capazes de precisão igual ou superior. Um fator contribuinte em rifles é a transição de até mesmo um projétil de cartucho de alta velocidade de supersônico para subsônico dentro de 100 jardas (91 m). Conforme a bala desacelera, a onda de choque causada pela viagem supersônica atinge a bala e pode interromper sua trajetória de vôo, causando imprecisões menores, mas mensuráveis.
Quando "zerado" para 100 jardas (91 m), a trajetória do arco do padrão de alta velocidade do .22 LR com uma bala de 40 gr tem um aumento de 2,7 polegadas (69 mm) a 50 jardas (46 m) e um aumento de 10,8 queda de 27 cm a 150 jardas (140 m). Um rifle em .22 LR precisa ser "zerado" para 75 jardas (69 m) para evitar transfixar animais pequenos como esquilos em distâncias intermediárias.
Como um cartucho de caça, esses cartuchos de fogo circular são usados principalmente para matar animais pequenos até o tamanho de coiotes. Embora o posicionamento adequado do tiro possa matar animais maiores, como veados ou porcos, não é recomendado porque seu baixo poder pode não garantir uma morte "sem sofrimento". O maior animal registrado morto com um rifle LR .22 foi um urso pardo em 1953. Em 2013, um elefante foi morto por vários tiros de um rifle .22 LR.
Como uma bala .22 LR é menos poderosa do que cartuchos maiores, seu perigo para os humanos costuma ser subestimado. Na verdade, uma bala .22 LR é facilmente capaz de matar ou ferir humanos. Mesmo depois de voar 400 jardas (370 m), uma bala .22 ainda está viajando cerca de 500 pés/s (150 m/s). Os ricochetes são mais comuns em projéteis .22 LR do que em cartuchos mais poderosos, já que a combinação de chumbo sem revestimento e velocidades moderadas permite que o projétil se desvie - não penetre ou desintegre - ao atingir objetos rígidos em um ângulo de visão. Uma bala .22 LR pode ricochetear na superfície da água com um ângulo de mira baixo. Lesões graves podem resultar em uma pessoa ou objeto na linha de fogo na margem oposta, a várias centenas de metros de distância. Uma bala .22 LR é capaz de percorrer 2.000 jardas (1.800 m), o que é mais de 1 milha (1,6 km).
As balas para cartuchos de fogo circular são geralmente de chumbo liso com um revestimento de cera (para cargas de velocidade padrão) ou revestidas com cobre ou metal dourado (para cargas de alta velocidade ou hipervelocidade). A fina camada de cobre na bala chapeada funciona como um lubrificante, reduzindo o atrito entre a bala e o cano, reduzindo assim o seu desgaste. O chapeamento também evita a oxidação da bala de chumbo. O chumbo tende a oxidar se armazenado por longos períodos. Em uma bala de chumbo simples, o óxido na superfície da bala pode aumentar seu diâmetro o suficiente para impedir a inserção do cartucho na câmara ou - nos cartuchos de alta velocidade - causar pressões perigosamente altas no cano, potencialmente rompendo o estojo do cartucho e ferindo o atirador; por esse motivo, os cartuchos padrão e subsônicos geralmente usam um lubrificante de cera nas balas de chumbo.

## Variantes
A variedade de  cargas do cartucho .22 LR é frequentemente dividida em quatro categorias distintas, com base na velocidade nominal:
- Subsônico, que também inclui cargas de "competição", em velocidades nominais abaixo de 1.100 pés (335 metros) por segundo.
- Velocidade padrão: 1.120-1.135 pés (340-345 metros) por segundo.
- Alta velocidade: 1.200-1.310 pés (365-400 metros) por segundo.
- Hiper-velocidade ou Ultra-velocidade: mais de 1.400 pés (425 metros) por segundo.

### Subsônico
As munições subsônicas têm uma velocidade no cano menor que a velocidade do som (cerca de 1.080 pés / s (330 m / s)). Essa munições às vezes são equipadas com projéteis extra-pesados de 46 a 61 grãos (3,0 a 4,0 g) para melhorar a balística terminal do projétil mais lento. Por outro lado, essas munições podem conter pouco mais do que uma espoleta e um projétil extra leve. Munições subsônicas são preferidas por alguns atiradores devido à precisão ligeiramente superior e à redução de ruído.

## Dimensões

Em polegadas
Em milímetros